# Ersinger Springenhalde
Die Ersinger Springenhalde ist ein Naturschutzgebiet im Kraichgau  in Baden-Württemberg. 

## Geographie
Das Naturschutzgebiet liegt auf dem Gebiet der Gemarkung Ersingen in der Gemeinde Kämpfelbach im Enzkreis. 

## Steckbrief
Die leicht abfallenden Hänge, der Gewannname setzt sich aus den Wörtern „Halde“ (Abhang) und „Spring“ (Quelle) zusammen, bieten ein kostbares Stück Natur. Zur Namensgebung trugen die Quelle des Keßlerbrunnens und andere kleine Quellen bei. 
Das Gebiet wurde per Verordnung am 29. Juni 1982 durch das Regierungspräsidium Karlsruhe als Naturschutzgebiet ausgewiesen und hat eine Fläche von knapp 40 Hektar. Es wird unter der Schutzgebietsnummer 2.057 geführt und ist in die IUCN-Kategorie IV, ein Biotop- und Artenschutzgebiet  eingeordnet. Der CDDA-Code lautet 81625 und entspricht zugleich der WDPA-ID.
Der wesentliche Schutzzweck ist aus ökologischen sowie wissenschaftlichen Gründen die Erhaltung des Hanges, des anschließenden Wiesentales und von Teilen der Hochfläche in ihrer landschaftsprägenden Eigenart und biologischen Vielfalt.

## Geologie

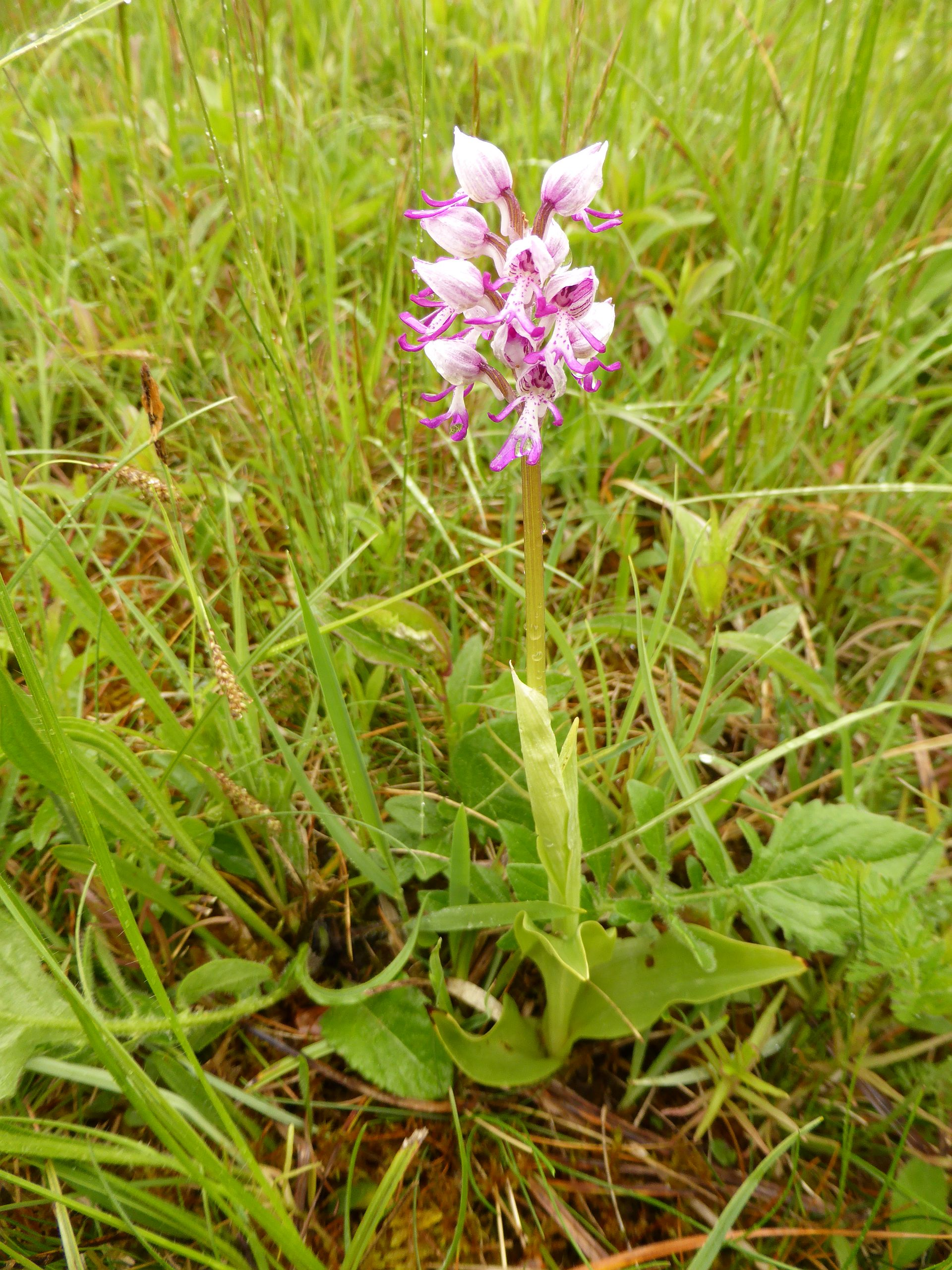
Affen-Knabenkraut (Orchis simia)

Das Grundgestein in diesem Bereich ist Muschelkalk mit Lößauflage.

## Geschichte
Nach zunehmender Aufgabe der extensiven Nutzung stellte sich eine abwechslungsreiche Flora und Fauna ein, die durch Sukzession an vielen Stellen schon weit zu einer Waldgesellschaft hin fortgeschritten war. Inzwischen finden regelmäßige Pflegemaßnahmen statt, um den Charakter des Kalktrockenrasens zu erhalten.

## Flora und Fauna

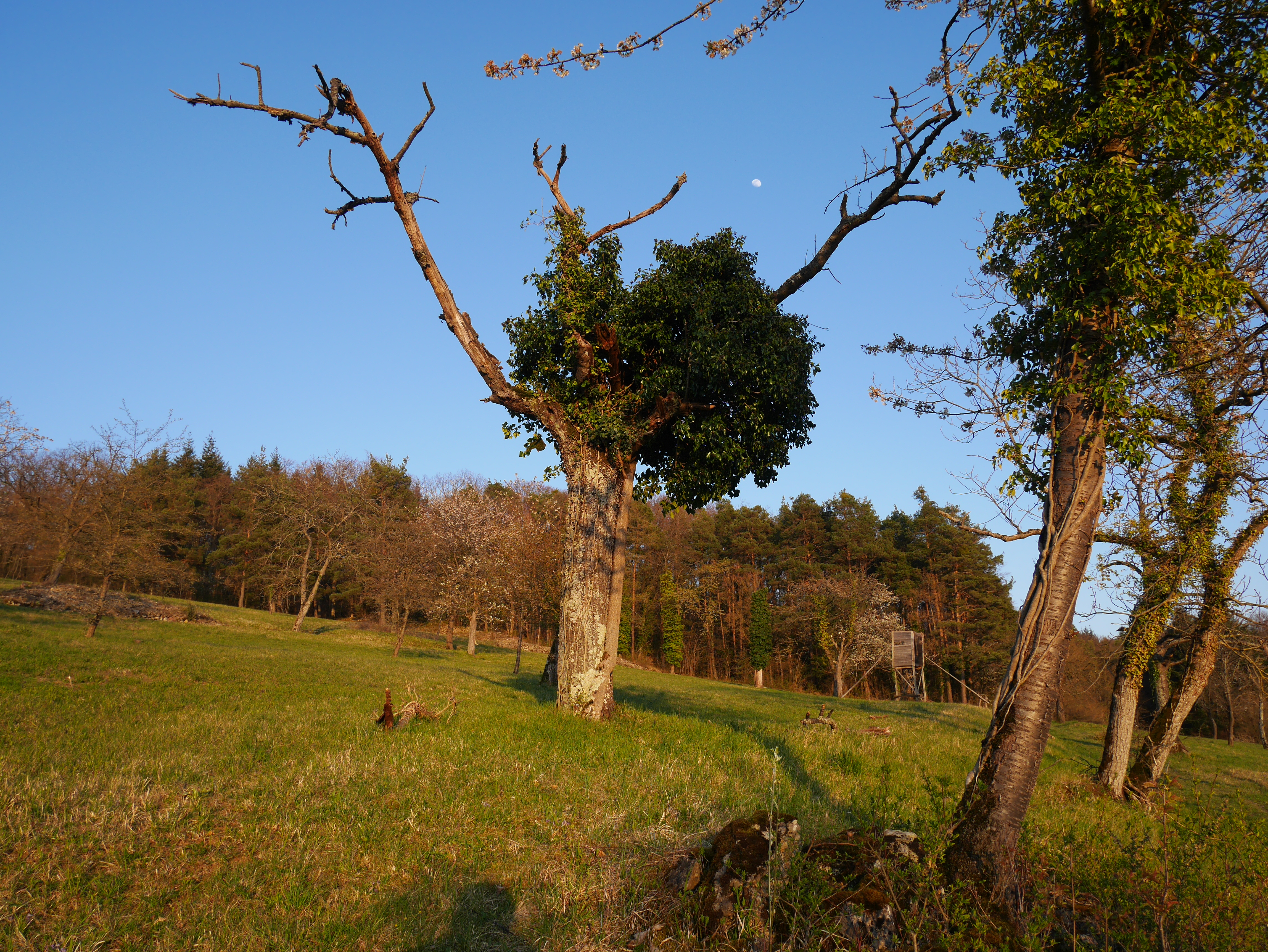
Blick Richtung Südost

Neben Vorkommen von Kreuz-Enzian, Nieswurz und Kalk-Aster zeichnen sich die
Hangwiesen und angrenzenden naturnah bestockten Waldgebiete durch eine nur noch selten anzutreffende Vielfalt heimischer Orchideen aus. Darunter das in ganz Baden-Württemberg nur an wenigen Standorten vorkommende Affen-Knabenkraut, der Ohnsporn, die Große Spinnen-Ragwurz und alle bei uns heimischen Waldvögelein (Cephalanthera). Bei den erwähnten Vorkommen von Epipactis purpurata handelt es sich möglicherweise um 
eine Namensverwechslung mit Epipactis atrorubens, die hier früher nachgewiesen wurde. Beide Arten verbleiben aktuell nur noch in höher gelegenen Gefilden und haben viele Biotope aufgegeben. Es sind aber immer noch ein gutes Dutzend verschiedener Orchideenarten anzutreffen.
In den artenreichen Wiesen sind über 70 Schmetterlingsarten nachgewiesen, zu den auffälligeren gehören Schwalbenschwanz, Großer Schillerfalter, russischer Bär und Wolfsmilchschwärmer. 

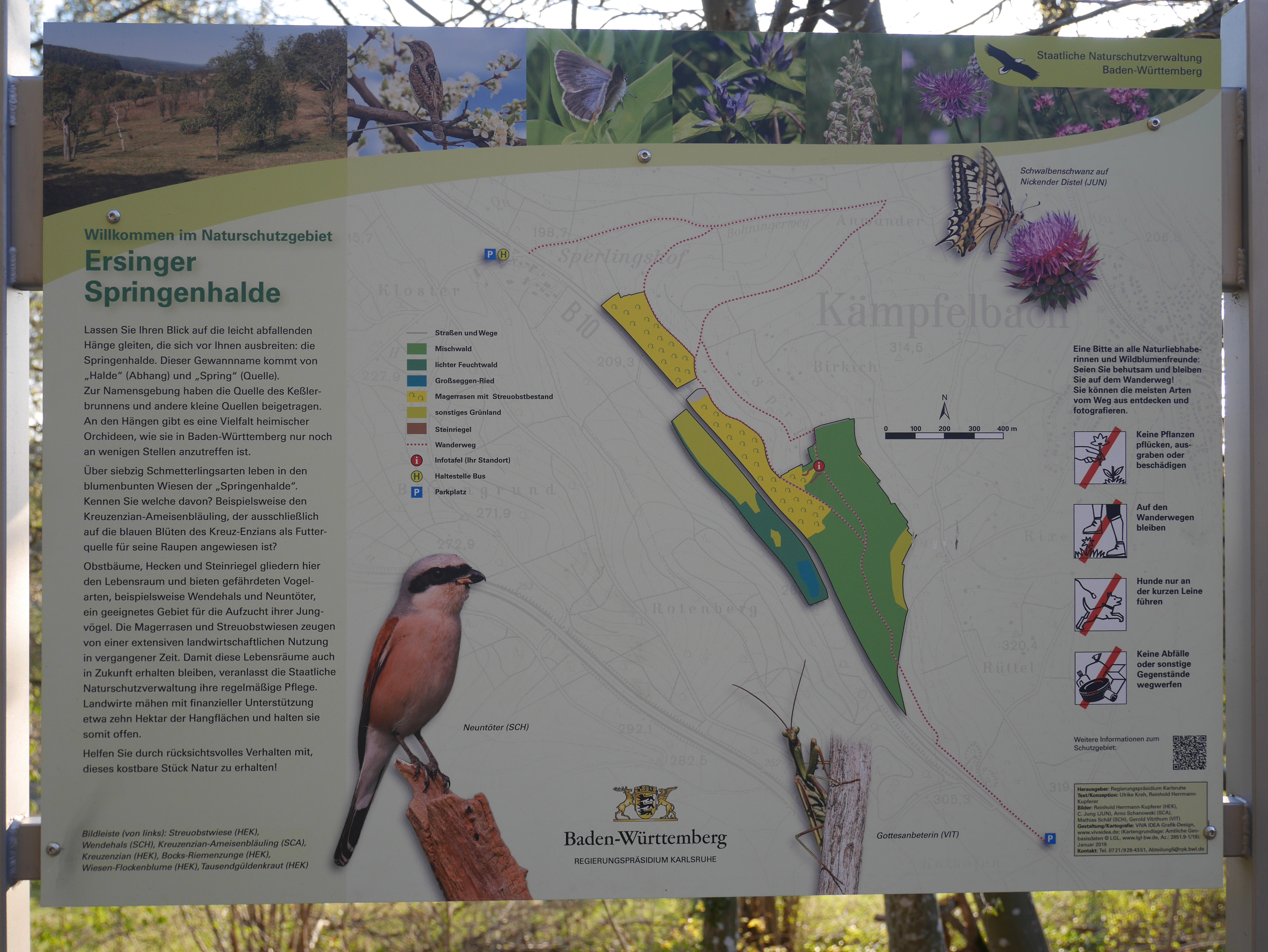
Tafel

Ein Mosaik aus aufgelassenen Weinbergen, Gärten, Streuobstflächen, Halbtrockenrasen und verschiedenen Gehölzen bietet Wendehals, dem selten gewordenen Raubwürger, Dorngrasmücke und Mittelspecht ein letztes Rückzugsgebiet.